# Deutsche Breakthrough Artistcharts
Die Deutschen Breakthrough Artistcharts (zurzeit Single Top 3) sind eine Reihe von Chartauswertungen des Marktforschungsunternehmens GfK Entertainment, die monatlich veröffentlicht werden. Sie beinhalten die erfolgreichsten „Durchstarter“ auf dem aktuellen Musikmarkt und gelten als offizielle Chartlisten in Deutschland.

## Allgemeine Informationen
Die Breakthrough Artistcharts werden im Auftrag des Bundesverband Musikindustrie vom deutschen Marktforschungsunternehmen GfK Entertainment ermittelt. Sie erfassen Verkäufe von Bild- beziehungsweise Tonträgern, Downloads und Musikstreamings. Die Einführung der Deutschen Breakthrough Artistcharts erfolgte am 19. Februar 2025 als monatliche Top-3-Hitparade für Singles. Die Breakthrough Artistcharts bilden einen Auszug aus den regulären Single Top 100 ab, in denen Verkäufe unabhängig von jeglichen Repertoire-Segmenten erfasst werden. Eine parallele Platzierung eines Produktes sowohl in den Single Top 100 als auch in den Breakthrough Artist Top 3 ist daher nicht nur grundsätzlich möglich, sondern die Regel.
Das Pendant hierzu sind unter anderem in den Vereinigten Staaten die Heatseekers Charts. Zwischen 2009 und 2013 gab es in Deutschland die Newcomercharts, die nach einem ähnlichen Prinzip die Durchstarter in den deutschen Albumcharts beinhaltete.

## Qualifikationskriterien
Für die Breakthrough Artist Top 3 sind nur solche Produkte qualifiziert, deren Interpret sich zuvor nie besser als Rang 20 der deutschen Singlecharts und zugleich nicht besser als Rang 50 der deutschen Albumcharts platzieren konnte. Bei „Projekten“ beziehen sich diese Regularien auf den erstgenannten Künstler, daher kann der Fall eintreten, dass an den Projekten auch bereits etablierte Künstler beteiligt sind. Künstler, die in anderen Konstellationen, wie beispielsweise als Teil einer Band, bereits erfolgreich waren und die oben genannten Kriterien nicht erfüllen, sind ausgeschlossen.
Die Charts werden monatlich als Top-3-Chartsliste erhoben. Zugrunde gelegt werden dabei jeweils vollständige Wochen von Freitag bis Donnerstag. Verkaufswochen, die sowohl im einen als auch dem anderen Monat liegen, werden dem Monat zugeordnet, in dem die Mehrheit der Verkaufstage liegt. Zugelassen sind alle Single-Tonträger, die im Phononet-Artikelstamm und den oben genannten Regularien entsprechen. Berücksichtigt werden Singles mit einem Veröffentlichungsdatum 1. Januar 2024 oder jünger. Die Chartspitze kann dabei nur einmalig erreicht werden, danach erfolgt eine Sperrung für künftige Auswertungen. Dies gilt auch bei Änderung des Künstlernamens. Die Zweit- und Drittplatzierten dürfen sich maximal für zwei weitere aufeinanderfolgende Monate mit dem gleichen Titel platzieren. Es sei denn, sie erreichen zwischenzeitlich Platz eins. Nach Ablauf dieser Frist werden auch diese Künstler für künftige Auswertungen gesperrt.
Für die Breakthrough Artistcharts sind nur solche Produkte qualifiziert, die eine Händlerbreite von mindestens drei Händlergruppierungen erreichen, das heißt mindestens drei der in der Stichprobe erfassten Händlergruppierungen müssen mindestens ein Produkt des relevanten Titels verkauft haben. Soweit in der Systembeschreibung für die Breakthrough Artistcharts ausdrücklich nichts anderes geregelt ist, findet die Systembeschreibung der Singles Top 100 Anwendung.

## Liste der Top-3-Platzierungen in den Breakthrough Artistcharts
| Monat   | Platz 1                                         | Platz 2                                        | Platz 3                      |
| ------- | ----------------------------------------------- | ---------------------------------------------- | ---------------------------- |
| 01/2025 | Lola Young – Messy                              | Samira – Allein da                             | Oimara – Wackelkontakt       |
| 02/2025 | Oimara – Wackelkontakt                          | Chrystal – The Days                            | Badchieff – Ein Teil von mir |
| 03/2025 | Alex Warren – Ordinary                          | WizTheMc feat. Bees & Honey – Show Me Love     | Zah1de – Mona Lisa Motion    |
| 04/2025 | WizTheMc feat. Bees & Honey – Show Me Love      | Zah1de – Mona Lisa Motion                      | Aymen – Plug                 |
| 05/2025 | Zsá Zsá – Bad Bunnie$                           | Zah1de – Mona Lisa Motion                      | Aymen – Plug                 |
| 06/2025 | Moliy & Silent Addy – Shake It to the Max (Fly) | MilleniumKid feat. JBS – Vielleicht vielleicht | Yung Saint Paul – Camilla    |